# Discomedusa philippina
Discomedusa philippina är en manetart som beskrevs av Mayer 1910. Discomedusa philippina ingår i släktet Discomedusa och familjen Ulmaridae. Inga underarter finns listade i Catalogue of Life.